# Волбриџ (Охајо)
Волбриџ (енгл. Walbridge) град је у америчкој савезној држави Охајо.

## Демографија
По попису из 2010. године број становника је 3.019, што је 473 (18,6%) становника више него 2000. године.
| Група             | 2000.         | 2010.         |
| Белци             | 2.434 (95,6%) | 2.785 (92,2%) |
| Афроамериканци    | 13 (0,5%)     | 20 (0,7%)     |
| Азијати           | 6 (0,2%)      | 9 (0,3%)      |
| Хиспаноамериканци | 68 (2,7%)     | 169 (5,6%)    |
| Укупно            | 2.546         | 3.019         |